# Enrico Dalgas
Enrico Mylius Dalgas (døbt Heinrich D. Dalgas) (født 16. juli 1828 i Napoli, død 16. april 1894 i Aarhus) var en dansk officer og vejingeniør, medstifter af Det danske Hedeselskab i 1866 og selskabets første direktør i årene 1866-1894.
Han var efterkommer af en huguenotfamilie, der flygtede fra Frankrig i 1685.
Tipoldefaderen Antoine Dalgas udvandrede til Schweiz og først med bedstefaderen Jean Marc Dalgas (1756-1811) kom Dalgas-familien til Danmark. Bedstefaderen var præst ved den reformerte kirke i Fredericia. Bedstefaderen var gift med en borgmesterdatter fra Eberfeld i Tyskland.
Enrico Dalgas blev som sin ældre broder Carlo Dalgas født i Napoli som søn af konsul Jens Antoine Dalgas og Johanne Thomine født de Stibolt.
Enrico Dalgas var en af de ledende kræfter bag tilplantningen af heden (men ikke dens opdyrkning, der var i fuld gang længe inden Dalgas' tid). Han er ofte tillagt sentensen:
"Hvad udad tabes, skal indad vindes", som blev formuleret af digteren H. P. Holst.
I 1855 blev han gift med Marie Magdalene Christiane Købke, datter af oberstløjtnant Niels Christian Købke (1793-1849). Sønnerne Christian Dalgas blev direktør i Hedeselskabet, og Frederik Dalgas blev direktør for Den kongelige Porcelainsfabrik.
En tredje søn Ernesto Dalgas skrev de meget roste og stadig aktuelle filosofiske værker "Lidelsens Vej" og "Dommedags Bog".
Enrico Dalgas blev Ridder af Dannebrog 1864, Dannebrogsmand 1867, Kommandør af 1. grad af Dannebrog 1887 og modtog Fortjenstmedaljen i guld i 1875. Dalgas Avenue i Aarhus, Dalgasgade i Herning, Dalgasgade i Aalborg og Dalgas Boulevard på Frederiksberg samt Dalgasgade i Fjerritslev er opkaldt efter ham.
Han har beskrevet sin families og sin egen historie i bogen Familien Dalgas, Slægtregister fra 1685 til 1891 med Beretninger om Familiens Medlemmer og mine egne Livserindringer (1891). Værket er tilgængeligt online på det Kongelige Bibliotek.

## Værker
- Oversigt over hederne i Jylland, 1866.
- Geografiske billeder I og II, 1867-68.
- Vejledning til træplantning, 1871.
- Den dybe reolpløjning, 1872.
- En hederejse i Hannover, 1873.
- Anvisning til anlæg af småplantninger, 1875 og 1883, i alt 50.000 eksemplarer.
- Hedemoser og Kærjorder, 1876.
- Om engvandring, 1877.
- Om plantning i Jylland, 1877.
- Hederne og deres kultivering, 1878.

## Mindesmærker
- Statue ved Hedeselskabets hovedsæde i Viborg
- Mindesten i Brande
- Mindesten ved Vorbasse Krigshavn